# Плуг (село)
Плуг (укр. Плуг) — село в Нежинском районе Черниговской области Украины.
Население составляет 7 жителей (2006 год). Плотность населения — 14,14 чел/кв.км.
Впервые упоминается в 1850 году.
Село Плуг находится примерно в 12 км к юго-востоку от центра города Бобровица. Средняя высота населённого пункта — 140 м над уровнем моря. Село находится в зоне умеренного умеренно континентального климата.